# Yuki Kume
Yoshiki Kume (久米由基 Kume Yoshiki?), también conocido como Yuki Kume o Q-mex, es un compositor y pianista de origen japonés. Empezó su carrera en BEMANI para las entregas de pop'n music debutando por primera vez en pop'n music 3. También contribuyó para la serie efímera de KEYBOARDMANIA. Por lo general, su música suele ser instrumental, por lo general compuesta por un piano. También es profesor de la escuela de música AMVOX.[cita requerida]

## Música principal
La siguiente lista muestra las canciones que fueron creadas por el mismo autor y también con los artistas que trabajó para su elaboración:
| - KEYBOARDMANIA - Fairy Tale - My Love - KEYBOARDMANIA 2ndMIX - REGRET - KEYBOARDMANIA 3rdMIX - Citta' del sole - Qのためのソナタ - Blessing - Smoky Town - 緑の風 - pop'n music 3 - 和你一起走 - 宇宙船Q-Mex - Get on that train - pop'n music 5 - 映画「SICILLIANA」のテーマ - pop'n music 6 - 電波の暮らし | - pop'n music 9 - ナタラディーン - I REALLY WANT TO HURT YOU - pop'n music 10 - ポレポレの雨乞いの唄 - トロイカダンス - pop'n music 11 - E-TEN-RAKU - pop'n music 12 いろは - La Pêche du Pierrot - pop'n music 13 カーニバル (CS) - 白鳥SAMBA ～サン=サーンス 動物の謝肉祭より - pop'n music 15 ADVENTURE - Canal Grande - pop'n music 16 PARTY♪ - マハラディーン - pop'n music 17 THE MOVIE - 映画「ジェノヴァの空の下」のテーマ - pop'n music 18 せんごく列伝 - 天の峠 - pop'n music 20 fantasia - ミンティ - pop'n stage ex - cat's Scat |